# TKr55
TKr55 - parowóz typu tendrzak produkowany w roku 1958 w ZNTK Wrocław na bazie podwozia parowozu Tr203. 
Wybudowano jedynie prototyp tej konstrukcji oznaczonej jako TKr55-1, który pracował w MD Kutno do 1972, następnie został zezłomowany.